# Georges St-Pierre
Georges St. Pierre (født 19. maj 1981 i Saint-Isidore i Canada) er en canadisk MMA-udøver som siden 2004 har konkurreret i organisationen Ultimate Fighting Championship (UFC) hvor han i 2006–2007 og 2008–2013 var mester i weltervægt. Han har været anset som Canadas førende idrætsudøver tre år i træk (2008, 2009 og 2010) og anses for at være en af sportens mest fremtrædende udøvere nogensinde. Den 4. november 2017 vendte St. Pierre tilbage til MMA efter fire års fravær og blev organisationens mester i mellemvægt ved at besejre Michael Bisping. Den 7. december 2017 meddelte UFC at St. Pierre frasagde sig titlen på grund af sygdom.

## Biografi

### Tidlige liv
Georges St. Pierre, en fransktalende quebec'er, blev født den 19. maj 1981 i Saint-Isidore i Québec i Canada, som søn af to Roland and Pauline St-Pierre. St-Pierre havde en svær barndom, hvor han gik på en skole hvor andre ville stjæle hans tøj og penge. Som barn spillede han hockey, skøjtede og deltog i adskillige sportsgrene. Efter at være blevet mobbet i skolen begyndte han at lære kyokushinkai karate af sin far som 7-årig og senere fra en Kyokushin karatemester for at kunne forsvare sig selv. Han begyndte at træne brydning, Brasiliansk Jiu-jitsu og boksning efter han karatemester døde da han var omkring 16 år. Før han blev professionel MMA-kæmper, arbejdede St-Pierre som udsmider i en natklub i Montreal South Shore ved navn Fuzzy Brossard og som skraldemand i 6 måneder for at betale for sin skole. Da han blev professionel som 21-årig havde han allerede sort bælte i Kyokushin.

## Træning
St-Pierre har trænet med en gruppe af i flere forskellige klubber i sin kampkarriere. Før sin kamp mod B.J. Penn på UFC 58, trænede han ved Renzo Gracie Jiu-Jitsu Academy in New York City. St-Pierre fik sit brune bælte i BJJ fra Renzo Gracie den 21. juli, 2006. I september 2008, fik St-Pierre sort bælte Brasiliansk Jiu-jitsu under Bruno Fernandes.
St-Pierre begyndte at træne med Rashad Evans, Nate Marquardt, Keith Jardine, Donald Cerrone og andre MMA-kæmpere i Greg Jackson's Submission Fighting Gaidojutsu skole i New Mexico. Nogle Jacksons elever fulgte med St-Pierre til Montreal for at hjælpe ham med at forberede sig på sin kamp ved UFC 94 mod B.J. Penn i Tristar Gym, inklusive Keith Jardine, Nate Marquardt, Donald Cerrone ig Rashad Evans. Georges' styrke og udholdenhedstræner er Jonathan Chaimberg fra Adrenaline Performance Centre i Montréal. Georges' hovedtræner er Firas Zahabi fra Zahabi MMA, fra Tristar gym. De 2 har samarbejdet på alle St-Pierres seneste kampe og er stadig tætte venner. Mellem 2006 til 2009 trænede St-Pierre Thaiboxing ved Phil Nurse i Wat i New York City.

### MMA
St. Pierre fik sin første professionelle MMA-kamp i januar, 2002. Efter at have vundet sine fem første MMA-kampe på mindre gallaer i hjemlandet Canada skrev han i slutningen af 2003 kontrakt med UFC. Han debuterede i organisationen på UFC 46 i januar 2004 og besejrede Karo Parisyan via dommerstemmerne. Derefter vandt han sin 7. MMA-kamp da han besejrede Jay Hieron i juni samme år. Derefter fik han chancen om titelkamp mod den seksdobbelte mester Matt Hughes på UFC 50 i oktober 2004. St-Pierre tabte dog kampen via submission (armbar) med bare et sekund tilbage af den første omgang. Han vandt herefter sine fem kommende kamp og besejrede blandt andre mesteren B.J. Penn og Sean Sherk
I november 2006 fik han chancen om en rematch mod Matt Hughes i en ny titelmatch. Denne gang St-Pierre via teknisk knockout i 2. omgang og blev for første gang UFC's weltervægtsmester. Den 7. april 2007 skulle St. Pierre forsvare sin titel for første gann. Han var storfavorit (10 till 1) til at besejre udfordreren og The Ultimate Fighter-vinderen Matt Serra. Serra lykkedes dog at besejre St-Pierre via teknisk knockout tre minutter inde i 1. omgang og blev dermed ny mester. Kampen var St-Pierres 15. professionelle MMA-kamp og han hade vundet 13 og tabt 2.
For att få en chance om at tage sin titel tilbage blev St. Pierre først stillet overfor bryderen Josh Koscheck på UFC 74 i august samme år. Koscheck var firedobbelt Division I NCAA All-American og NCAA wrestling-mester men det lykkedes St. Pierre at slå ham i brydningen ved at score takedowns, undgå takedowns og holde sig på toppen af Koscheck det meste af kampen  St-Pierre vandt via enstemmig afgørelse (30–27, 29–28, 29–28). og blev dermed førsteudfordrer til Serras titel. Serra skulle forsvare sin titel mod Matt Hughes på UFC 79 i december men blev tvunget til at melde afbud på grund af en skade. St-Pierre skulle i stedet erstatte Serra og mødte Hughes i en kamp om interim-titlen. Vinderen skulle senere møde Serra i en kamp om den ubestridte titel. Mødet var det tredje mellem Hughes og St. Pierre og ligesom ved det første møde vandt St. Pierre, denne gang via submission efter en armbar i slutningen af 2. omgang.
Returmødet med Matt Serra blev booket til UFC 83 i april 2008, hvor UFC for første gang skulle arrangere et galla i Montreal i Canada. I slutningen af 2. omgang stoppede dommeren kampen eftersom Serra ikke var i stand til at forsvare sig og St-Pierre blev på ny UFC's ubestridte weltervægtsmester. Efter at have taget titlen tilbage havde St. Pierre forsvaret den fem gange, mod blandt andre B.J. Penn, Thiago Alves og Dan Hardy.
St-Pierre forsvarede sin titel for 6. gang på UFC 129 den 30. april 2011 då han blev udfordret af Jake Shields. UFC:s VD Dana White havde sagt at hvis St-Pierre besejrede Shield ville han se et "supermøde" mellem St-Pierre og Anderson Silva, den nidobbelte mester i mellemvægt. Før mødet skulle i så fald St. Pierre forlade weltervægtsdivisionen og gå op i den tungere mellemvægtsdivisionen. St. Pierre besejrede Shields via en enstemmig afgørelse.
Den 17. november 2012 gik Georges endnu en gang ind i oktagonen da han kæmpede mod Carlos Condit på UFC 154, en kamp som St-Pierre vandt via enstemmig afgørelse.
Ved UFC 158 den 16. marts 2013 mødte St-Pierre Nick Diaz på UFC 137 i Mandalay Bay Event Center i Las Vegas, Nevada. St-Pierre vandt kampen via enstemmig afgørelse.
Hovedkampen på UFC 167 blev udkæmpet mellem St-Pierre og Johny Hendricks, en lige kamp George vandt via split decision. Efter sejren mod Hendricks valgte St. Pierre at tage en pause fra sporten.
På UFC 217 den 4. november 2017 vendte St. Pierre tilbage MMA efter fire års fravær og blev mester i mellemvægt ved at besejre Michael Bisping via teknisk submission i tredje omgang. Den 7. december 2017 meddelte UFC at St-Pierre afsagde sig titlen på grund af sygdom.

## Pay-per-view bouts
(hovedkamp og co-hovedkamp)
| Dato               | Hovedkamp                | Stævne  | Antal købte |
| ------------------ | ------------------------ | ------- | ----------- |
| 18. november, 2006 | Hughes vs. St-Pierre 2   | UFC 65  | 500,000     |
| 7. april 2007      | St-Pierre vs. Serra      | UFC 69  | 400,000     |
| 29. december 2007  | St-Pierre vs. Hughes 3   | UFC 79  | 700,000     |
| 19. april 2008     | Serra vs. St-Pierre 2    | UFC 83  | 530,000     |
| 9. august 2008     | St-Pierre vs. Fitch      | UFC 87  | 625,000     |
| 31. januar 2009    | St-Pierre vs. Penn 2     | UFC 94  | 920,000     |
| 11. juli 2009      | St-Pierre vs. Alves (co) | UFC 100 | 1,300,000   |
| 27. marts 2010     | St-Pierre vs. Hardy      | UFC 111 | 770,000     |
| 11. december 2010  | St-Pierre vs. Koshchek 2 | UFC 124 | 800,000     |
| 30. april 2011     | St-Pierre vs. Shields    | UFC 129 | 800,000     |
| 17. november 2012  | St-Pierre vs. Condit     | UFC 154 | 700,000     |
| 16. marts 2013     | St-Pierre vs. Diaz       | UFC 158 | 950,000     |
| 16. november 2013  | St-Pierre vs. Hendricks  | UFC 167 | 630,000     |
| 4. november 2017   | St-Pierre vs. Bisping    | UFC 217 | 875,000     |

## Filmografi
| År   | Titel                               | Rolle                       | Noter |
| ---- | ----------------------------------- | --------------------------- | ----- |
| 2009 | Death Warrior                       | Shaman                      |       |
| 2009 | Never Surrender                     | Georges                     |       |
| 2014 | Captain America: The Winter Soldier | Georges Batroc / The Leaper |       |
| 2016 | Kickboxer: Vengeance                | Kavi                        |       |